# 広徳市
広徳市（こうとく-し）は中華人民共和国安徽省宣城市に位置する県級市。

## 行政区画
- 鎮:桃州鎮、柏墊鎮、誓節鎮、邱村鎮、新杭鎮、楊灘鎮
- 郷:盧村郷、東亭郷、四合郷

## 交通

### 鉄道
- 中国鉄路総公司
  - 宣杭線
    - 広徳駅

### 道路
- 高速道路
  - 滬渝高速道路
  - 溧寧高速道路
- 国道
  - G233国道
  - G318国道